# Вина
Вижте пояснителната страница за други значения на Вина.
Вината е състояние на човек, който е допуснал грешка. Наред с реалната, обективна вина, която е свързана със сериозно нарушение на определено правило, у много индивиди се среща повече или по-малко ясно чувство за субективно провинение, което се проявява неосъзнато в поведението или вдъхва онази тревожност, която е присъща на човек, преследван от мисълта за неразкрито или въображаемо престъпление. Според психоаналитиците произходът на това чувство се крие в Едиповия комплекс. Когато чувството за вина стане силно, то може да причини невроза или дори психично разстройство. При някои налудности болните обвиняват себе си за всички грехове на човечеството, живеят постоянно с чувството за болезнена вина, непрекъснато искат да се накажат, да си причинят болка, да се осакатят или дори самоубият. В своя труд „В болезнения свят на вината“ (1949) А. Енар доказва, че в основата на всяко психично заболяване има немотивирано чувство за вина, чиито корени са в детството и което болният отчаяно се опитва да преодолее, защото то представлява ужасна заплаха за значимостта му като личност.